# Società Polisportiva Oltrepò 1989-1990
Questa voce raccoglie le informazioni riguardanti la Società Polisportiva Oltrepò nelle competizioni ufficiali della stagione 1989-1990.

## Rosa
| N. |                   | Ruolo | Calciatore         |
| -- | ----------------- | ----- | ------------------ |
|    | Italia (bandiera) | C     | Luigi Alloni       |
|    | Italia (bandiera) | C     | Luigi Andreoni     |
|    | Italia (bandiera) | D     | Alessandro Avanzi  |
|    | Italia (bandiera) | D     | Alfredo Bassani    |
|    | Italia (bandiera) | D     | Fausto Bertani     |
|    | Italia (bandiera) | C     | Fabrizio Bresciani |
|    | Italia (bandiera) | C     | Marco Criscuoli    |
|    | Italia (bandiera) | D     | Marco Dell'Amico   |
|    | Italia (bandiera) | P     | Antonio Forcati    |
|    | Italia (bandiera) | C     | Riccardo Fortunato |

| N. |                   | Ruolo | Calciatore                    |
| -- | ----------------- | ----- | ----------------------------- |
|    | Italia (bandiera) | C     | Luciano Foschi                |
|    | Italia (bandiera) | C     | Fabio Gallo                   |
|    | Italia (bandiera) | P     | Giuseppe Giaveri              |
|    | Italia (bandiera) | A     | Marco Girelli                 |
|    | Italia (bandiera) | D     | Luigi Paolo Intropido         |
|    | Italia (bandiera) | C     | Luca Lomi                     |
|    | Italia (bandiera) | A     | Emilio Pessina                |
|    | Italia (bandiera) | D     | Gianmarco Galliano Piacentini |
|    | Italia (bandiera) | A     | Ernestino Ramella             |
|    | Italia (bandiera) | D     | Simone Rocca                  |